# Quart d'heure de célébrité

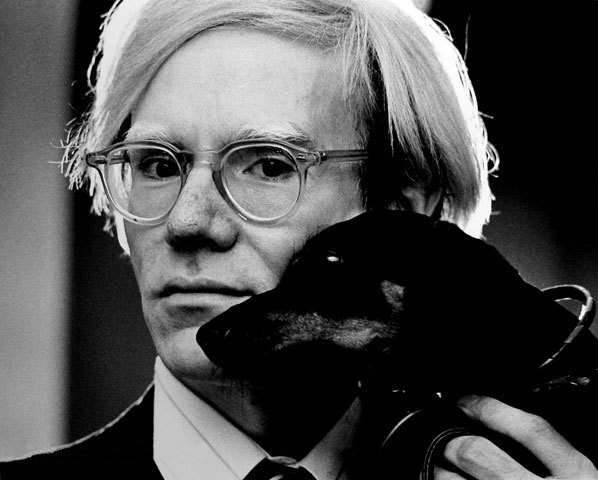
Andy Warhol.

« 15 minutes de célébrité », « 15 minutes de gloire », « quart d’heure de gloire », « quart d’heure de célébrité » ou encore « quart d’heure warholien » (« 15 minutes of fame » en anglais) est une expression qui a été popularisée par l'artiste américain Andy Warhol.

## Interprétation
Elle désigne la célébrité fugace de ceux qui sont l'objet de l'attention des médias de masse, attention qui passe à un autre sujet dès que l'intérêt du public s'affaiblit. L'expression est souvent employée dans l'industrie du spectacle et d'autres champs de la culture populaire.
L'expression peut aussi s’interpréter comme une référence, voire une critique, des évolutions de l'industrie des médias, ou de la culture populaire[réf. souhaitée].

## Origine
L'expression est une paraphrase d'une affirmation d'Andy Warhol dans le catalogue d'une exposition au Moderna Museet de Stockholm de février à mars 1968, où il écrit :

« À l'avenir, chacun aura droit à 15 minutes de célébrité mondiale. »

En 1979, Warhol réitère sa déclaration : 

« … ma prédiction des années soixante s'est réalisée : à l'avenir tout le monde sera célèbre pendant quinze minutes. »

Ennuyé par les questions répétées à propos de cette affirmation, Warhol essaya délibérément de désorienter les journalistes en changeant son affirmation en « Dans le futur, 15 personnes seront célèbres » et : « Dans 15 minutes, tout le monde sera célèbre ».
Le photographe Nat Finkelstein revendique l'invention de l'expression, expliquant que, alors qu'il photographiait Warhol en 1966 pour un livre, une foule se pressait contre lui pour être sur la photo. Andy Warhol se serait alors écrié que tout le monde voulait être célèbre. Ce à quoi Nat aurait répondu : « Oui, mais seulement pour 15 minutes, Andy. ». Cette version des faits est elle-même sujette à débat.
Avant Warhol et son milieu, l'expression « quart d'heure de célébrité » est utilisée par Alphonse Daudet dans un article, « Villemessant », paru pour la première fois en 1879 (et repris dans le recueil Trente ans de Paris) : « […] de braves garçons […] ont eu, pour une heureuse trouvaille de quinze lignes, leur quart d'heure de célébrité. »
Une expression proche, « quart d'heure de popularité »,  apparaît en 1821 dans Histoire de l'Assemblée constituante de Charles de Lacretelle : « […] le tribun […], pour un quart d'heure de popularité, portait le premier coup de hache sur nos monuments […]. »